# 추적 테이블
추적 테이블(trace table)은 (알고리즘이 이 과정 중에 논리적 에러가 발생하는지를 확인하는 방식으로) 알고리즘 테스트에 사용된다. 이 테이블은 보통 다중 행렬 형식을 갖는다. 각 열은 변수를, 행은 알고리즘에 입력되는 각 숫자와 그 차후 값을 보여준다.
추적 테이블들은 일반적으로 학생들에게 프로그래밍을 가르칠 때 사용된다. 학생들에게 특정한 알고리즘이 어떻게 동작하고 알고리즘 실행 시의 거기에 대칭하는 프로세스를 가르치는데 필수적인 도구이다. 또한 응용 프로그램을 디버깅할 때 프로그래머가 어떤 에러가 왜 발생했는지를 쉽게 찾을 수 있도록 도와준다.

## 예시
```
int
 
i
,
 
x
 
=
 
0
;

for
 
(
i
 
=
 
1
;
 
i
 
<=
 
10
;
 
i
++
)
 
{

    
x
 
=
 
i
 
*
 
2
;

}

```

| i  | x  |
| -- | -- |
| ?  | 0  |
| 1  | 2  |
| 2  | 4  |
| 3  | 6  |
| 4  | 8  |
| 5  | 10 |
| 6  | 12 |
| 7  | 14 |
| 8  | 16 |
| 9  | 18 |
| 10 | 20 |
| 11 | 20 |

이 예시는 알고리즘 과정 중 거기에 대칭하는 프로세스의 진행을 보여준다. x의 첫 값은 0이고 i는 정의되었지만 아직 값을 갖지 않으므로 처음 값은 모르는 상태다. 각 행씩 실행하다 보면 실행중인 소스 코드의 선언을 반영하여 i와 x의 값이 바뀐다. 새롭게 바뀌는 값들은 추적 테이블에 저장된다.

## 같이 보기
- 알고리즘
- 프로그래밍 언어
- 디버그